# Język cezyjski
Język cezyjski (także język didojski) – jeden z niewielkich języków kaukaskich, używany przez 13 tys. osób w Dagestanie. Zapisywany cyrylicą. Jako język literacki wykorzystują język awarski.